# Middlefield
Middlefield é uma vila localizada no estado norte-americano de Ohio, no Condado de Geauga.

## Demografia
Segundo o censo norte-americano de 2000, a sua população era de 2233 habitantes.
Em 2006, foi estimada uma população de 2414, um aumento de 181 (8.1%).

## Geografia
De acordo com o United States Census Bureau tem uma área de
7,8 km², dos quais 7,8 km² cobertos por terra e 0,0 km² cobertos por água. Middlefield localiza-se a aproximadamente 343 m acima do nível do mar.

## Localidades na vizinhança
O diagrama seguinte representa as localidades num raio de 20 km ao redor de Middlefield.